# Ghiacciaio Müller
Il ghiacciaio Müller è un ghiacciaio lungo circa 17 km situato nella parte nord-occidentale della Dipendenza di Ross, nell'Antartide orientale. Il ghiacciaio Müller, il cui punto più alto si trova a circa 2400 m s.l.m., si trova nell'entroterra della costa di Borchgrevink, nella parte occidentale dei monti della Vittoria, dove fluisce verso nord-est a partire dalla parte centrale del versante orientale della dorsale Millen, scorrendo lungo il versante occidentale del monte Pearson, fino a unire il proprio flusso a quello del ghiacciaio Pearl Harbor.

## Storia
Il ghiacciaio Müller è stato mappato da membri dello United States Geological Survey (USGS) grazie a fotografie aeree scattate dalla marina militare statunitense nel periodo 1960-62, e così battezzato dal Comitato consultivo dei nomi antartici in onore di Dietland Müller-Schwarze, un biologo di stanza alla base Hallett nella stagione 1964-65, a capo Crozier nelle stagioni 1969-70 e 1970-71 e nell'arcipelago Palmer nella stagione 1971-72.